# Nededza
Nededza (maďarsky Vágnedec, do roku 1907 Nedec) je obec na Slovensku v okrese Žilina. V roce 2011 zde žilo 977 obyvatel. První písemná zmínka o obci pochází z roku 1384.